# Tadeo Jones 2: El secreto del rey Midas
Tadeo Jones 2: El secreto del rey Midas (bra: As Aventuras de Tadeo 2: O Segredo do Rei Midas; prt: Tad e o Segredo do Rei Midas) é um filme de animação espanhol de computação gráfica dirigido por Enrique Gato e David Alonso, lançado em 2017.

## Sinopse
Segunda parcela das aventuras deste pedreiro com um espírito aventureiro e sonhador que acaba por se tornar um arqueólogo. Nesta ocasião, Tadeo Jones viaja para Las Vegas. Lá ele assiste à apresentação da última descoberta da arqueóloga Sara Lavrof. É um papiro que mostra que o Colar de Midas, o Rei que transformou em ouro tudo que ele tocou, realmente existe. Mas as coisas ficarão complicadas quando um homem rico malvado sequestrar Sara para obter a relíquia e obter riquezas infinitas. Será então que Tadeo fará uma viagem ao redor do mundo para evitá-lo. Junto com seus fiéis amigos o papagaio Belzoni e seu cachorro Jeff, Tadeo terá que usar sua engenhosidade para resgatar Sara, em uma jornada arriscada, onde encontrará novos amigos ... e novos vilões. Ele será capaz de salvar Sara e evitar que o vilão tome o poder?

## Elenco
- Óscar Barberán como Tadeo Jones
- Michelle Jenner como Sara Lavrof
- Luis Posada como Momia
- José Corbacho como el taxista de Granada
- Adriana Ugarte como Tiffany Maze
- Miguel Ángel Jenner como Jack Rackham

## Curiosidades
O passarinho Belzoni não fala no filme, mas ele usa alguns meios alternativos para se comunicar, como, por exemplo, por meio do aceno de cabeça, também feito pelo personagem Coiote, da Looney Tunes.